# New Horizons
New Horizons fra NASA er den første af mange missioner under navnet New Frontiers Missions. Den blev opsendt den 19. januar 2006 kl. 19:00 UTC.
Sondens primære mission var at kortlægge Pluto i 2015 samt at tage højopløsningsbilleder af dele af Plutos overflade for at få en bedre forståelse af Plutos opbygning. Plutos store måne, Charon, blev ligeledes udsat for en detaljeret undersøgelse af overfladen og dens tynde atmosfære. Plutos små måner Nix og Hydra (opdaget i 2005), samt Kerberos (2011) og Styx (2012), blev undersøgt i den udstrækning at det ikke optog værdifulde ressourcer. Fire uger efter nærmeste passage var afstanden for stor til yderligere observationer og 16 måneder efter passagen var alle data uploadet.
Fra 2016-2020 passerede New Horizons Kuiperbæltet, hvor den undersøgte diverse objekter. Der er ikke meget energi til at manøvrere sonden hen mod objekterne, så NASA udvalgte en, der lå på ruten. Det var den kontaktbinære isdværg Arrokoth (Ultima Thule) den 1. januar 2019. Efter Kuiperbæltet vil sonden forsætte ud af Solsystemet mod stjernebilledet Skytten.
New Horizons er den første sonde, der undersøgte Pluto i større detalje. Sonden satte også rekord i at være den hurtigste rumsonde, der er afsendt fra Jorden.
Nærmeste afstand til Pluto var 12.499 km og til Charon 28.858 km. Radiosignaler brugte 4 timer og 25 minutter ned til Jorden og Pluto var 4,77 milliarder kilometer fra Solen ved mødet. New Horizons Radioisotop-generatorer gav 202 watt ved ankomsten. New Horizons sendte med 1 kbps på grund af afstanden.

## Missionen

### Kort gennemgang
- 19. januar 2006 – Opsendelse
- 1. juni 2006 – Forbiflyvning af asteroiden 132524 APL (2,5 km i diameter).
- 28. februar 2007 – Forbiflyvning af Jupiter.
- 14. juli 2015 – New Horizons forbiflyvning af Pluto (For nærmere information se Ankomst til Pluto) og 14 minutter senere Charon med 14 km/s.
- New Horizons passerer Kuiperbæltet 2016-2020 og bliver den femte interstellare sonde.

### Opsendelsesforsøget den 17. januar 2006
Opsendelsesvinduet den 17. januar 2006 var fra 13:26 – 15:20.
New Horizons-sonden skulle oprindelig være opsendt den 17. januar 2006, men missionen blev afbrudt pga. for kraftige vindstød omkring raketten. Forberedelsen begyndte kl. 21:34 med et battericheck. 13:14 – missionen blev for første gang udsat pga. for kraftige vindstød. Kort efter opsendte NASA et par vejrballoner som skulle undersøge vindhastigheden højere oppe i atmosfæren. Efter en afstemning besluttede NASA at udsætte opsendelsen, fordi vindstødene var på 63 m/s, hvilket var over grænseværdierne. 14:07 – NASA mistede forbindelsen med en sporingsstation i Argentina der var kritisk for opsendelsen. 15:20 – Missionslederne besluttede sig for at udsætte missionen indtil den 18. januar, den primære årsag var vindforholdene.
Alle tider er opgivet i EST (UTC minus 5 timer).

### New Horizons tentative ankomsttider til Pluto
| Opsendelses dato (2006) | Ankomst til Pluto | Ankomst til Pluto |
| ----------------------- | ----------------- | ----------------- |
| 17-27. januar           | 14. juli 2015     |                   |
| 28. januar              | 15. august 2015   |                   |
| 29-31. januar           | 12. juli 2016     |                   |
| 1-2. februar            | 11. juni 2017     |                   |
| 3-8. februar            | 10. juli 2018     |                   |
| 9-12. februar           | 7. juni 2019      |                   |
| 13-14. februar          | 20. juli 2020     |                   |

Kilde: NASA
Det ses at en forsinkelse på sølle 17 dage giver fem års ekstra rejsetid.

## Videnskabelige instrumenter

### ALICE
Mission og Funktion
ALICE er et meget følsomt ultraviolet billedspektrometer, som er designet til at undersøge sammensætningen og strukturen af Plutos dynamiske atmosfære. Et spektrometer er et instrument der deler lyset op i de individuelle bølgelængder ligesom et prisme. Et billedspektrometer deler både lyset op og skaber et billede af området nær hver bølgelængde.
ALICE's spektrometriske område strækker sig over både de ekstreme og fjerne ultraviolette bølgelængder, dvs. fra 500 til 1.800 ångstrøm. Instrumentet vil undersøge atomerne og molekylerne der findes i Plutos atmosfære og fastslå sammensætningen af atmosfæren. Dette vil give forskerne det første samlede billede af strukturen af Plutos atmosfære. ALICE vil bl.a. også søge efter en ionosfære omkring Pluto og en atmosfære omkring Plutos måne Charon. Derudover vil den foretage detaljerede tætheds- og temperaturmålinger af atmosfæren, helt ned til overfladen.
ALICE består af et kompakt teleskop, en spektrograf og en følsom elektronisk opfanger med 1.024 spektrale kanaler. ALICE har to operationstilstande: 'luftglød' og 'okkultation'. Luftglødstilstanden måler direkte de ultraviolette emissioner der kommer fra atmosfærens grundstoffer, hvorimod 'okkultation' ser på det sollys der kommer gennem atmosfæren og undersøger hvilke bølgelængder absorberes. Princippet er at hvert grundstof optager lys ved bestemte bølgelængder og ved at undersøge hvilke bølgelængder der mangler fra sollyset, som består af alle bølgelængder, kan man fastslå hvilke grundstoffer atmosfæren består af. Dette er en meget effektiv måde at måle indholdet af de forskellige atmosfæriske gasser.
ALICE er ikke den første af sin slags i rummet. En tidligere udgave af ALICE sidder på ESA's Rosetta kometsonde, der undersøger overfladen og atmosfæren af kometen 67P/Tjurjumov-Gerasimenko.

### RALPH
RALPH er både et synligt og et infrarødt kamera/spektrometer. Det skal tage farve-, sammensætnings- og temperaturkort over Plutos overflade. 

RALPH er New Horizons' øjne og skal bruges til at skabe de kort, der skal vise forskerne hvordan Pluto, dets måner og andre Kuiperbælteobjekter ser ud. RALPH har to separate kanaler. Den ene kanal består af tre sort/hvide og fire farvekanaler inde i dets Multispectral visible imaging camera (MVIC). Den anden kanal benyttes af et infrarødt kompositionskortlægnings spektrometer (engelsk: infrared compositional mapping spectrometer) ved navn Linear Etalon Imaging Spectral Array (LEISA). LEISA er et avanceret miniaturiseret kortbølge til infrarødt-spektrometer (1,25-250 μ) lavet af forskere fra NASA's Goddard Space Flight Center. 

RALPH har otte detektorer indbygget – syv CCD-sensorer magen til dem der findes i et digital kamera og en enkelt infrared array detector – alle disse detektorer forsynes af et enkelt teleskop med en opløsning ti gange bedre end det menneskelige øje. Alle otte detektorer opererer på under halvdelen af de watt en natlampe bruger.
RALPH tog to gange dagligt billeder mens den nærmede sig, fløj forbi og så tilbage på Pluto. Det er her MVICen kommer ind i billedet. MVICen kortlagde landformationer i sort/hvid og i farve med en opløsning på omkring 250 meter pr. pixel. Den tog derudover også stereobilleder af overfladen for at kunne bestemme topografien, samt indsamlede data der kan hjælpe forskere med at bestemme Plutos og dets måners baner mere præcist. MVICen søgte også efter skyer i Plutos atmosfære, samt ledte efter ringe og mindre objekter omkring Pluto og andre Kuiperbælteobjekter. Til sidst tog den billeder af Plutos natside, der kun var oplyst af måneskin fra Charon.
På samme tid vil LEISA kortlægge mængden af nitrogen, metan, kulilte, vandis, samt andre stoffer på Pluto. Den vil også lede efter organiske stoffer på dagsiden af Pluto og dets måner. LEISA vil også undersøge temperaturen over hele Plutos overflade, samt overfladen af Plutos måner. Dette gør den ved at undersøge de spektrale egenskaber af frossen nitrogen, vand og kulilte. Til denne opgave er LEISA blevet udstyret med sensorer der kan måle lysstyrker 1.000 gange svagere end lysstyrken ved en solopgang på Jorden eller 400 svagere end lysstyrken på Mars.

### REX
50 minutter efter den nærmeste passage skyggede Pluto for Jorden. Radiosignaler sendt gennem plutoatmosfæren moduleredes og REX (Radio science EXperiment) brugtes til at måle atmosfærisk tryk, sammensætning og temperatur helt ned til Plutos overflade. Det målte også tætheden af ionosfæren og ledte efter en atmosfære på Charon. Charon skyggede for Jorden to timer efter den nærmeste passage af månen.

### LORRI
LORRI (LOng Range Reconnaissance Imager) er New Horizons' falkeøjne: et digitalt kamera med en blænderåbning på 20,8 cm. Det tog højopløsningsbilleder af Plutos overflade, der bruges til geografiske og geologiske tolkninger. Det samme vil være gældende for Plutos måner og Kuiperbælteobjekter.
90 dage fra mødet var LORRI's billeder bedre end Hubbles og de bedste billeder kan skelne objekter på 50 meter.
LORRI kan ikke bevæges, så rumsonden skal roteres for at skifte motiv. LORRI er så lysfølsomt at det ville brænde af, hvis det tog billeder af Jorden. Pluto er i tusmørke, da den er ca. 30 gange så langt væk fra Solen.

### SWAP
SWAP (Solar Wind Around Pluto) er et solvinds- og plasmaspektrometer. Det skal undersøge hvilken effekt solvinden har på Pluto og med hvilken hastighed Plutos atmosfære forsvinder. SWAP opdagede halvanden time efter passagen en plasmahale af nitrogen-ioner

### PEPSSI
PEPSSI (Pluto Energetic Particle Spectrometer Science Investigation) er et energipartikel spektrometer. Det undersøgte sammensætningen og tætheden af plasma (ioner) der undslipper Pluto.

### SDC
SDC (Student Dust Counter) opfanger interplanetarisk støv på New Horizons' rejse gennem Solsystemet. Apparatet er bygget og styres udelukkende af studerende fra Colorados Universitet. Udover at måle mængden af indsamlet støv, kan SDC også undersøge sammensætningen af støvet.

## Hastighedsrekorder
- Den 20. januar 2006 klokken 4 GMT krydsede New Horizons Månens omløbsbane, otte timer og 35 minutter efter opsendelsen[3]. Det er den hurtigste Jorden-til-måneafstandsflyvning.
- Den 7. april 2006 klokken 10 GMT krydsede New Horizons Mars' omløbsbane, 78 dage efter opsendelsen[4]. Det er den hurtigste Jorden-til-marsafstandsflyvning.
- Den 28. februar 2007 passerede New Horizons Jupiter, 1 år og 40 dage efter opsendelsen[5]. Det er den hurtigste Jorden-til-Jupiterflyvning. Ulysses brugte 1 år og 4 måneder på at nå Jupiter i 1992.
- Den 9. juni 2008 krydsede New Horizons Saturns omløbsbane, efter 2½ års rejse. Voyagersonderne brugte 3 til 4 år på at nå Saturn i 1980 og 1981.
- Den 18. marts 2011 krydsede New Horizons Uranus' omløbsbane, efter 5 års rejse. Voyager 2-sonden brugte 8½ år på at nå Uranus i 1986.
- Den 25. august 2014 krydsede New Horizons Neptuns omløbsbane, efter 8½ års rejse. Voyager 2-sonden brugte 12 år på at nå Neptun i 1989.

Andre New Frontiers missioner
- Juno
- OSIRIS-REx

## Fodnoter
1. ↑  Help Nickname New Horizons’ Next Flyby Target, NASA, 6. nov. 2017. Hentet 5. jan. 2019
2. ↑  "Pluto wags its tail". Arkiveret fra originalen 19. juli 2015. Hentet 20. juli 2015.
3. ↑  "New Horizons Web Site". Arkiveret fra originalen 26. november 2006. Hentet 8. januar 2008.
4. ↑  New Horizons Web Site (Webside ikke længere tilgængelig)
5. ↑  "New Horizons Web Site". Arkiveret fra originalen 14. juli 2014. Hentet 8. januar 2008.